# فدراسیون جهانی مسابقات بین‌المللی موسیقی

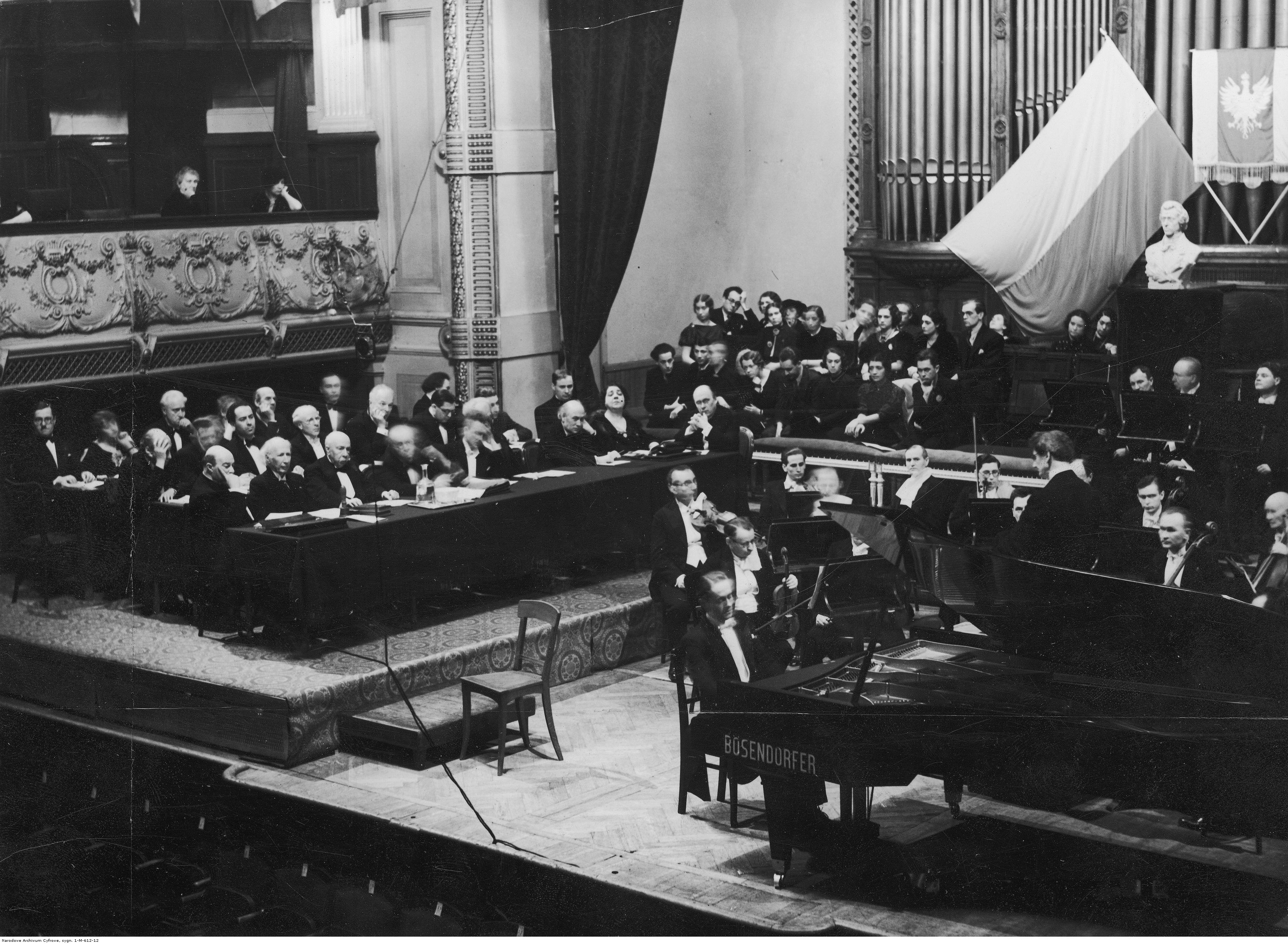
فدراسیون جهانی مسابقات بین‌المللی موسیقی

فدراسیون جهانی مسابقات بین‌المللی موسیقی (انگلیسی: World Federation of International Music Competitions) یا به اختصار «WFIMC»، نام سازمانی است که در ژنوِ سوئیس واقع شده است و شبکه‌ای از رقابت‌های مشهور بین‌المللی موسیقی را سازمان‌دهی و پشتیبانی می‌کند.
هدف این سازمان آن است تا از طریق برپایی رقابت‌های موسیقی، به کشف استعدادهای برتر در زمینهٔ موسیقی کلاسیک و نوازندگی بپردازد.
این سازمان در سال ۱۹۵۷ میلادی تأسیس شد و اکنون ۱۲۰ مسابقهٔ برجستهٔ موسیقی در دنیا، عضو آن هستند.